# Manjo
Située sur l'axe routier Douala-Nkongsamba (RN5), la ville de Manjo est une commune rurale de la région du Littoral camerounais. La commune est créée en 1959 par le décret n° 59/23 du 01/03/1959. Sa superficie est de 305 km². C'est le chef-lieu de l'arrondissement de Manjo, localisé au Nord du département du Moungo.

## Géographie
Manjo est limité au nord par l'arrondissement du Nlonako (village de Manengolé), au sud par l'arrondissement de Loum. 
Le climat de la commune de Manjo est de type équatorial avec deux saisons. Deux zones climatiques distinctes caractérisent l’arrondissement, la partie sud est plus chaude et la partie nord est plus froide.
L'altitude varie entre 450 m dans sa partie sud et à 1200 m dans sa partie Nord. La ville est entourée de trois massifs montagneux : le mont Koupé à 2070 m, le mont Manengouba à 2400 m, et le mont Nlonako à 1800 m.
Manjo est également traversé par la rivière Dibombè, entrecoupée par une importante chute. Ces principaux affluents sont : Gomo, Midjok, Ekouk, Ndibe, Mbouh et Ndibè-éma'até.
La commune s'étend au nord du département du Moungo.
|        | Bangem | Nkongsamba III |
| Tombel | Manjo  | Eboné          |
|        | Loum   |                |

## Histoire
Étymologiquement, Manjo tient son nom de Muan E Njo (lire « Mouanèjo ») qui signifie « éléphanteau », du fait de l'important nombre d'éléphants naguère rencontrés dans la zone. 
Ses ancêtres sont originaires de plusieurs localités (Etam, Emen, Ema'até, Kottè, Kwalla, Diang, Manewang, Ngol, Namba, Ekanté, Mantem, Kolla, Lala, Nlowé, Njoumbeng, Mouandong, etc.), regroupées autour des cantons Manehas et Mouamenam. 
Il a été fondé au XIXe siècle par un des descendants d’Ewang qui s’établit au lieu-dit Manewang (« enfant d’Ewang » en langue mbo'o). Ce village fut le tout premier quartier de cette agglomération.

## Administration
La ville possède une Mairie, une sous-préfecture, et une gendarmerie, toutes situées dans le nord de la ville appelé Quartier 8.
Elle est divisée en plusieurs quartiers/villages, à  savoir : Emen (Quartier 1), Ema'até (Quartier 2), Kottè (Quartier 3), Kwalla (Quartier 4), Diang (Quartier 5), Manewang (Quartier 6), Quartier 7, Boum (Quartier 8), et Etam (Quartier 9).
Les infrastructures abritant les services administratifs sont pour certains en bon état et pour d’autres dans un état de délabrement très avancé nécessitant par conséquent des travaux de réfection. Certains services sont logés soit dans des bâtiments appartenant à l’État, soit dans les maisons des particuliers prises en location par l’État. D'autres sont inexistants dans la commune de Manjo.

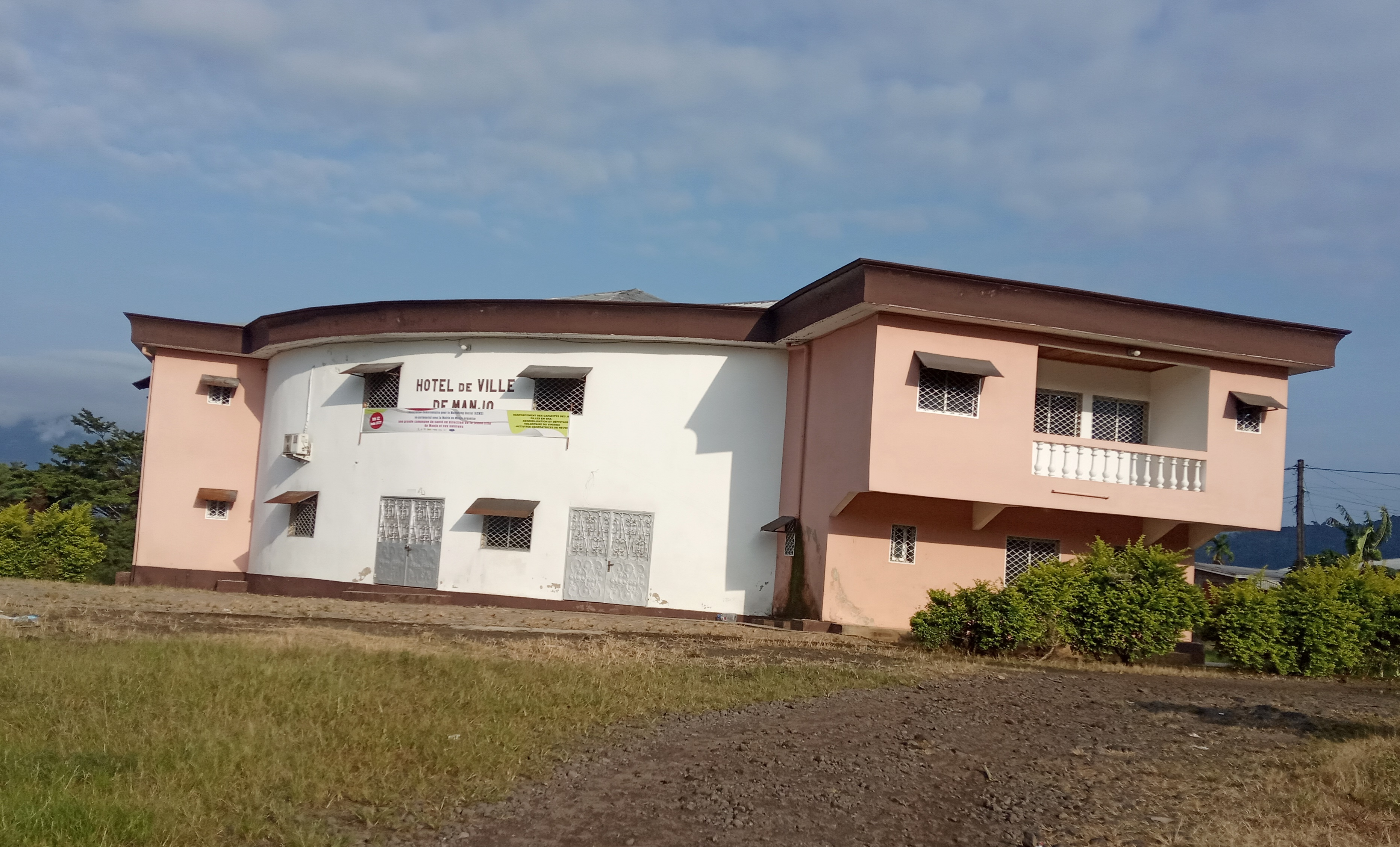
Mairie de Manjo
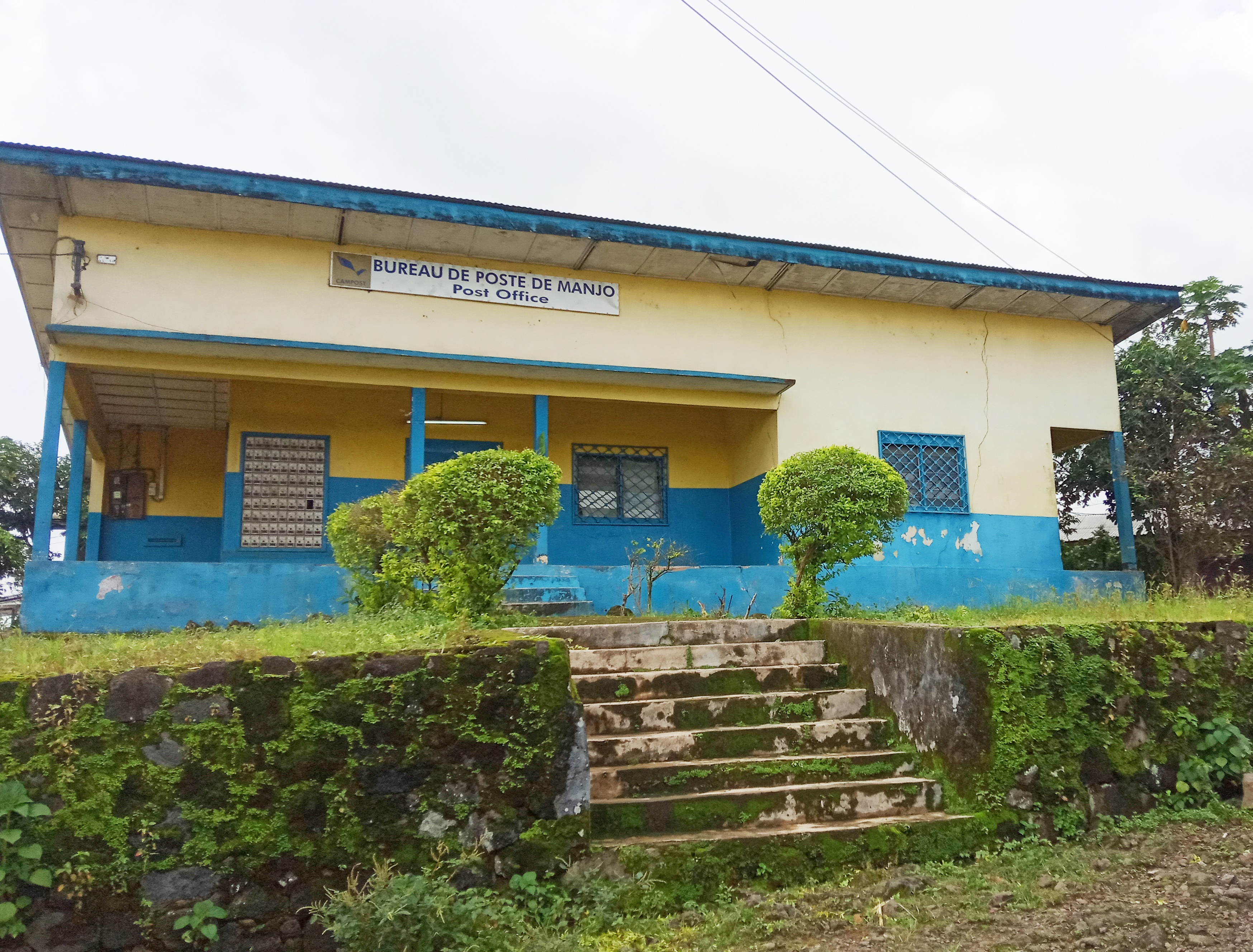
Bureau de Manjo
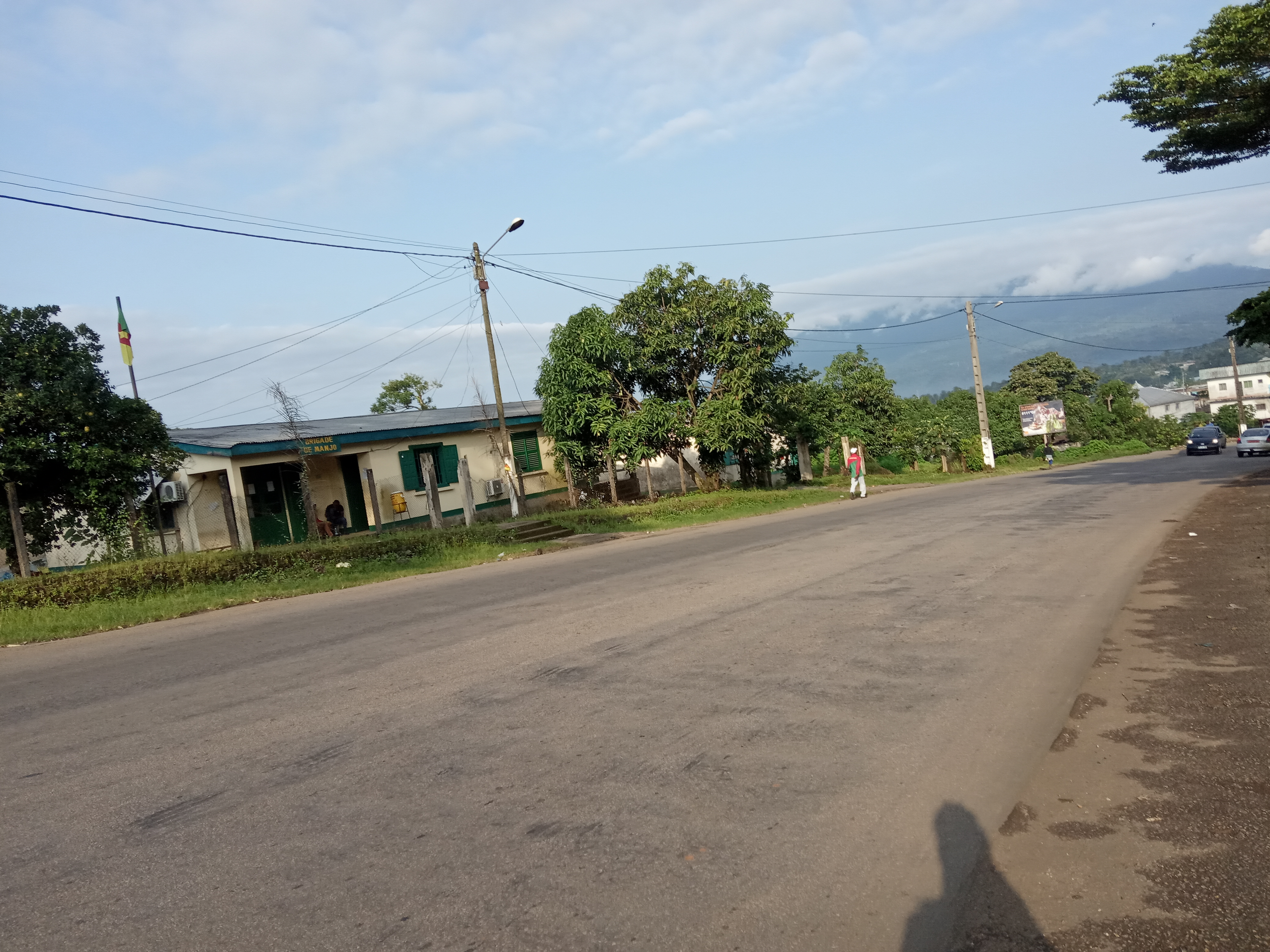
Brigade de Manjo
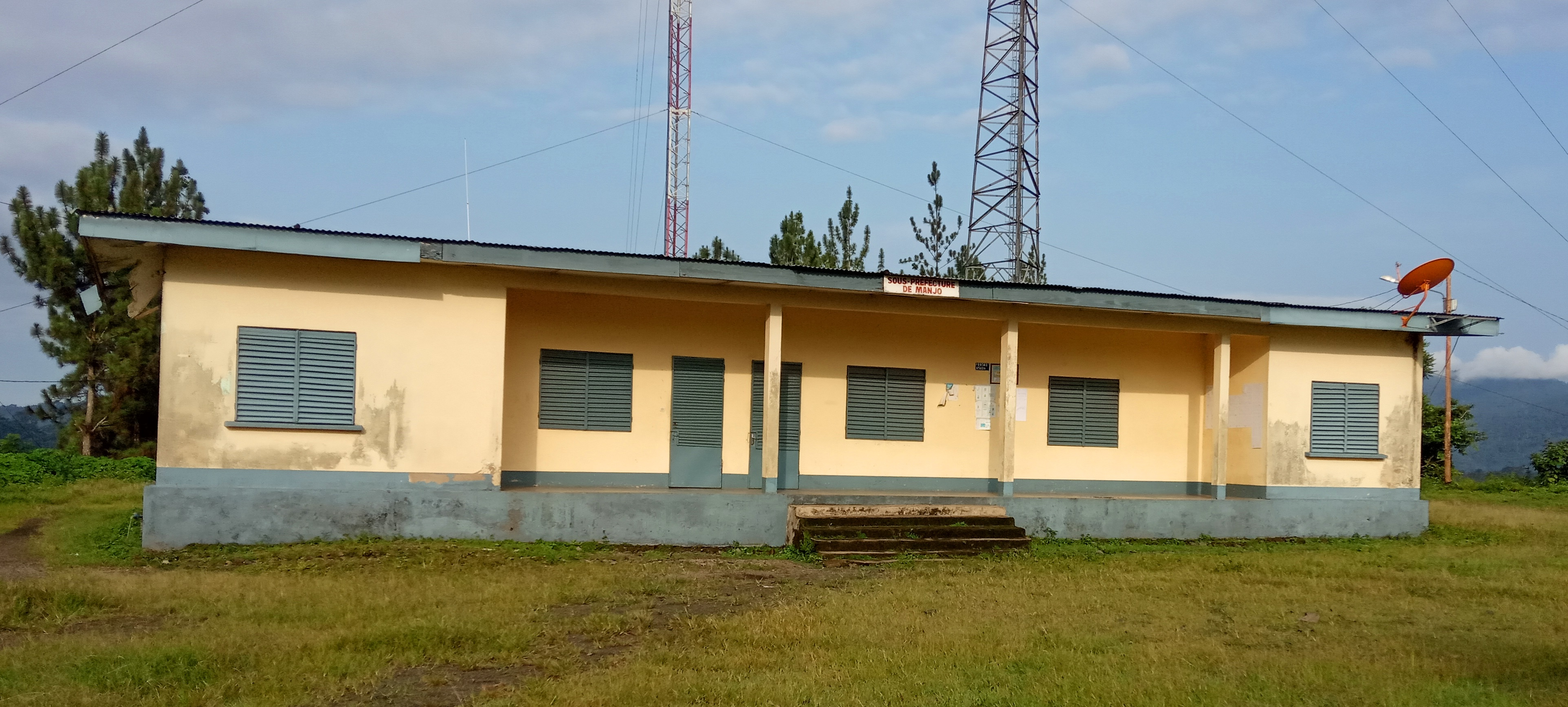
Sous-Préfecture de Manjo

Outre la ville de Manjo proprement dite et ses quartiers, la commune comprend les villages suivants  :
- Lala Mission
- Abang
- Ekangté Mpaka
- Kola
- Kola Songo
- Manengoteng
- Manjo Etam
- Mantem I
- Mbette
- Mouakoumel
- Mouandong
- Moumekeng
- Ndom
- Ngolsi
- Njoumbeng I
- Njoumbeng II
- Njoumbeng III
- Nsoung

## Démographie
Lors du recensement de 2005, la commune comptait 34 230 habitants, dont 26 758 pour Manjo Ville.
Sa population est très cosmopolite et très jeune à 70 %,. Elle est étendue sur deux cantons et 33 villages ; les allogènes, Bamilékés pour la plupart, étant les plus nombreux.

## Économie

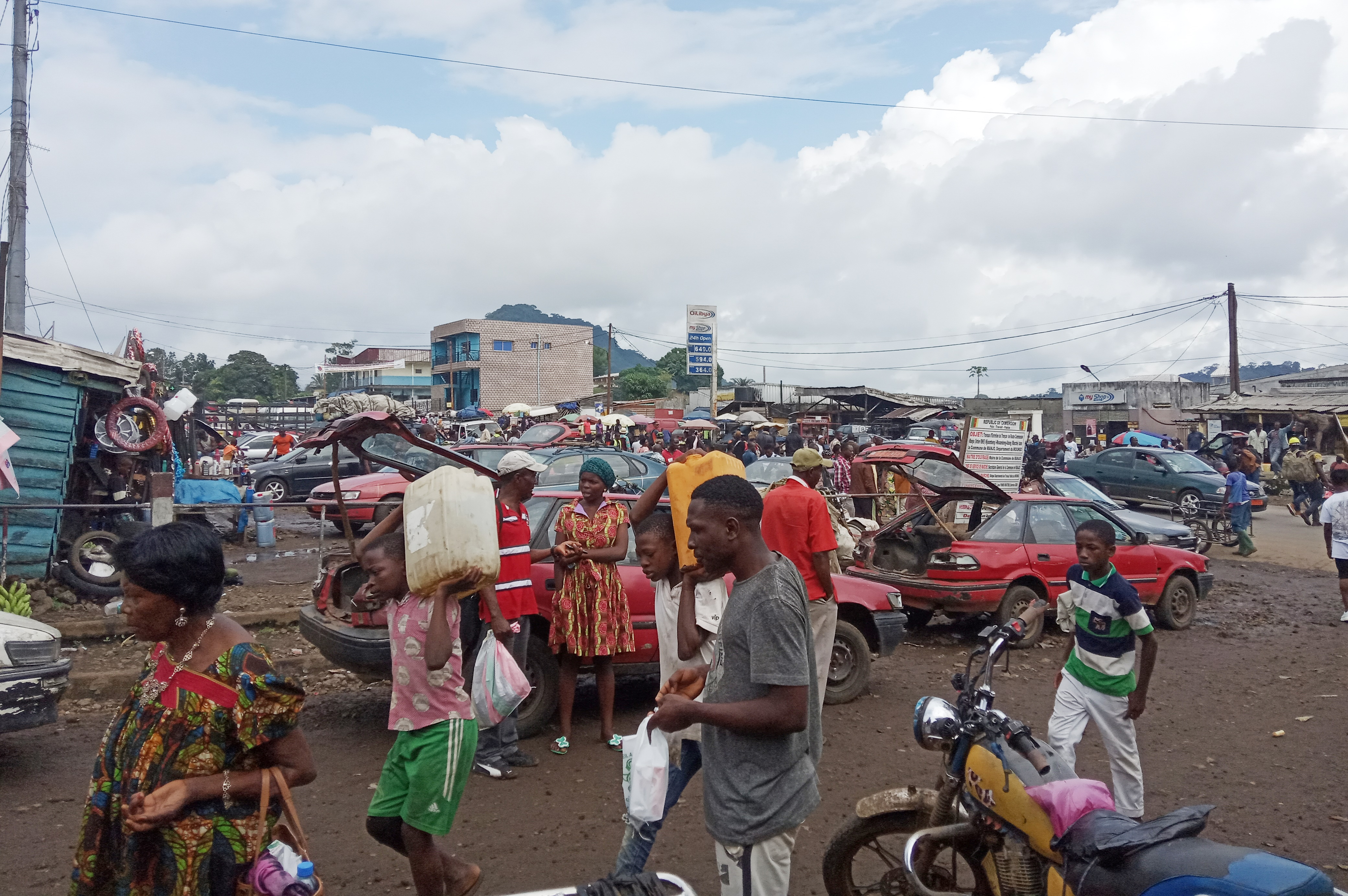
Gare routière de Manjo

Malgré son relief fortement accidenté (roches, cailloux, etc.), le sol est néanmoins riche. C'est une ville essentiellement agricole. Les principales cultures sont le café, l'ananas, les produits vivriers et la banane produite à l'importation. Les produits consommés sont donc essentiellement issus de l'agriculture, la chasse et la pêche. On n'y trouve pas de véritable industrie.
Dans la quasi-totalité de l’espace géographique de la commune il existe des ressources telles que :
- Les carrières de sable non estimé à Abang, Lala, Kolla, Manengoteng, Manjo-Etam et dans le cours d’eau Kandja.
- Carrière de Pouzzolane non estimé à Ngol.
- Les carrières de pierres potentielles non estimés à Ndom, Badjoungué, Nsoung, Namba, Abang, Lala.
- Carrière d’argile blanche : potentiel non estimé à Ndom.
- Les forêts à : Mantem, Nlowé, Lala, Kolla, Abang, Ngol, Njoumbeng, Mouandong, Nsoung, Mouakoumel, Badjoungué.